# 코페이스크
코페이스크(러시아어: Копейск는 러시아 첼랴빈스크주의 도시이다. 2002년에서 2010년 사이의 인구 증가는 주변 정착촌의 합병으로 인해 발생하였다.